# Wilhelm von Pressel
Wilhelm von Pressel (Stuttgart, 28 oktober 1821 - Pera, 16 mei 1902) was een Duits spoorwegingenieur die in dienst van het Ottomaanse Rijk het Turkse spoorwegennet ontwierp en de grondlegger was van de Bagdadspoorweg.

## Biografie
Wilhelm Pressel was de zoon van een meesterbakker en leerde het vak van steenhouwer aan de Gewerbeschule in Stuttgart. Na twee jaar omzwervingen door Frankrijk en het Verenigd Koninkrijk keerde hij in 1841 terug naar Stuttgart en nam hij, zonder enige speciale opleiding, de functie van de zieke professor in de beschrijvende meetkunde over aan de Polytechnische Universiteit van Stuttgart.
Pressel, wiens werk werd beïnvloed door de Württembergse bouwdirecteur Carl von Etzel, richtte zich op de aanleg van spoorwegen en deed van 1844 tot 1850 de eerste ervaring op met de aanleg van de spoorlijn over de Geislinger Steige. Daarna werkte hij van 1853 tot 1858 voor de Schweizerische Centralbahn en leidde hij de bouw van de Hauenstein-Scheiteltunnel nabij Bazel. In 1862 volgde hij Etzel naar de Südbahn-Gesellschaft. In 1865 werd hij benoemd tot bouwdirecteur van het bedrijf. Pressel leverde in die hoedanigheid een bijzondere bijdrage aan de voltooiing van de Brennerspoorlijn van Innsbruck naar Bozen.
In 1869 nam Pressel de functie van hoofdingenieur over bij de Compagnie des Chemins de fer Orientaux, opgericht door Maurice de Hirsch. Onder leiding van Pressel werd in 1872 in het Europese deel van het Ottomaanse Rijk de spoorverbinding van Dobrljin (destijds aan de grens met Oostenrijk-Hongarije) naar Constantinopel tot stand gebracht.
In 1872 werd Pressel benoemd tot keizerlijk directeur-generaal van de Ottomaanse spoorwegen door sultan Abdülaziz. In de jaren daarna ontwierp hij een 6.800 km lange spoorlijn door Turkije. Het eerste gedeelte van 91 km van deze Anatolische spoorlijn van Constantinopel naar İzmit, die werd opgericht door het Ottomaanse Rijk als een staatsspoorweg, werd onder zijn leiding gebouwd. Ondanks tegenstand uit politieke en financiële kringen kon Pressel zijn alomvattende plannen echter niet uitvoeren. De bouw van de Bagdadspoorweg begon pas een jaar na zijn dood.

## Werken
- (de)  Der Bau des Hauensteintunnels auf der Schweizerischen Centralbahn, Bahnmaier, 1860.
- (de)  Ventilation und Abkühlung langer Alpentunnel, Wenen, 1881.
- (de)  Eiserner Oberbau, System Pressel, Wenen, 1886.
- (fr)  Les chemins de fer en Turquie d'Asie, Zürich, 1902.

- Gemeinsame Normdatei: 13923473X
- Réseau des bibliothèques de Suisse occidentale: 02-A020163619
- Virtual International Authority File: 100526042
- WorldCat: E39PBJht4HgyXKy3qRMQMdDjG3